# 義賊
義賊（ぎぞく）とは、国家や領主などの権力者からは犯罪者とされながらも、大衆から支持される個人及びその集団のことである。

## 定義
盗賊と義賊を分離して定義したのは、イギリスの歴史家エリック・ホブズボームだった。ホブズボームは民衆運動について研究していたため、民衆の間で支持される義賊という存在について考察する必要が生じていた。ホブズボームは1959年に出版された『原初的反乱者（Primitive Rebels）』（邦訳は『素朴な反逆者たち――思想の社会史』』）以後の著作において一般的な盗賊の他に「社会派盗賊」（social bandit）という区分を提示した。社会派盗賊は、ここでいう義賊のことである。ホブズボームは、「義賊」の定義を2点に集約して定めた。
- 権力者からみれば紛れもない犯罪者だが、民衆から「正義」を行ったイメージとされていること。
- 民衆と必ず関わり合いをもっている賊であること。

ホブズボームによれば、この2点を兼ね備えていることが義賊の条件であった。だが、現在では前者のみ当てはまって民衆とまったく関わった実態がない盗賊でも、義賊としてのイメージが固定されていれば義賊と分類されるケースがあり、ホブズボームの定義を「狭義の義賊」とし、1点のみを満たしている場合を「広義の義賊」と分類している研究もある。また、ホブズボームは民衆運動の研究の中で義賊に触れているため、歴史的な義賊の存在意義を「農業から工業へと社会が移行する時代に現れる」「義賊自身はイデオロギーをもたない」「しかし、彼らは民衆の反発や怒りを受けていち早く立ち上がったものであり、民衆運動の先駆者となる」と定義づけたが、これらはイギリスのロビン・フッド研究者、イタリアのマフィア研究者、ラテン・アメリカのバンディト（ブラジルのカンガセイロなどがそれに当たる）研究者、アフリカの民衆史研究者らから相次ぐ激しい批判を受けたため、定着することはなかった。
フランスアナール学派のフェルナン・ブローデルは著作『地中海』において全体的な集団の動きとして、16世紀の盗賊の激増に着目した。研究の結果、盗賊の発生の原因がジャックリーの乱と同じく貧困と過剰人口を背景とすることから、盗賊による強奪行為は領主や権力に対する潜在的な農民暴動であると定義した。ブローデルによれば、強盗行為は既成の国家が抱える公正でない政治に対する復讐であり、その権力側の正義が首尾一貫していないほど、盗賊らの活動は民衆から正義と看做されるものであった。ブローデルの著作では盗賊と義賊を明確に分類していないが、盗賊の中に時として正義を為す一面があること、それを民衆が判断すること、国家が緊張関係にあるほどそれが露になることを指摘している。

## ロビン・フッドの義賊化
15世紀頃までのバラッドにおけるロビン・フッドは義賊ではなかった。ジェームス・クラーク・ホウルトが1960年に行った指摘によれば、バラッドで歌われるロビン・フットは理想的なジェントリ像そのものであり、領主との対峙も下層の貴族が上位の貴族の堕落を糾弾するという構図だった。
16世紀に入ると、独立自営農民のヨーマンを中心に語り継がれることによってロビン・フット伝説に「農民と領主の闘争」という価値観が持ち込まれる。17世紀のマーティン・パーカー、18世紀のジョーゼフ・リトソンを始めとするロビン・フッドを題材とした作家たちはこぞって民衆の味方であるロビン・フッド像を描写し、ロビン・フッドは「民衆側の反抗者」として現在知られる義賊としての性格を形成していった。
現在、ロビン・フッドの行動として知られているのは、「常に貧しき者と虐げられている者の味方であり、豊かな者から奪って貧者に分け与え、自衛と正当な場合（仇討など）以外は殺人を犯さず、腐敗しきった領主と聖職者を国王らに代わって正す」といったものだが、義賊と評価を受けるには、これらの行動のうちいずれかを行ったと民衆にイメージされること（たとえ実際はしていなくても）が必要だった。
16世紀に起きたロビン・フッドの「義賊化」について、社会学者のイマニュエル・ウォーラーステインは自らの提唱する世界システム論において説明を試みている。ウォーラーステインは国家が絶対主義へと変貌していく最中の権力の不均衡に対して反発を募らせる民衆が、ロビン・フッドの虚像に「権力者に抗うアウトロー」という願望を投影したとみなした。その傾向はインフレと人口過密、食糧分配について国家が無力であるほど顕著であり、義賊として行動する者、義賊を支持する者の土壌となった。そのため、ウォーラーステインの義賊論は、近代以降の義賊を生みだした大元を国家と社会の混乱に原因を求めている。

## フィクションに描かれた義賊
（五十音順）
- アルセーヌ・ルパン
- 一枝梅
- 宇海零
- 運玉義留（ウンタマギルー）
- Aチーム
- 狼の爪[5]
- 快盗戦隊ルパンレンジャー
- 壊盗モナ・リザ[6]
- 雲盗り暫平
- 黒い騎士
- 黒いチューリップ
- クロサギ
- 黒の騎士団
- 洪吉童
- ゴエモン[7]
- 心の怪盗団
- コブラ
- セイント・テール
- 楚留香
- ゾロ
- 大盗賊団デザートローズ[8]
- 天保世直党[9]
- ？（なぞ）のクローバー[10][11]
- 原口頼子
- ひみつ×戦士 ファントミラージュ!
- マフティー・ナビーユ・エリン
- 鉄華団
- 吉光
- ロビン・フッド

## 義賊と見なされた実在の人物
- 石川五右衛門 - 日本の盗賊
- 裏宿七兵衛 - 日本、青梅の農民、盗賊
- 国定忠治 - 日本の侠客。本名・長岡忠次郎。天保の大飢饉に際し、家財を売り払って国定村の住民に施しをしたと伝わる[12]。
- 日本左衛門 - 日本の盗賊。本名・濱島庄兵衛。歌舞伎『青砥稿花紅彩画』（通称「白浪五人男」）に登場する日本駄右衛門のモデル。
- 鼠小僧 - 日本の盗賊。通称・次郎吉。松林伯圓作の講談『緑林五漢録』や河竹黙阿弥作の歌舞伎『鼠小紋東君新形』で義賊として脚色された。
- 谷豊 - マレーで盗賊団にはいり,「ハリマオ」(マレー語で虎(とら)の意)とよばれる首領となる[13]。
- スチェパン・ラージン ‐ ロシア[14]
- ルイ・マンドラン（フランス語版） - フランスの密輸業者、山賊。徴税役人と敵対して、塩やタバコを密輸して安く流通させた[14]
- ディエゴ・コルリエンテス（スペイン語版） - アンダルシアで社会的不正義と戦った山賊とされる[14]
- ロバート・ロイ・マグレガー(通称：ロブ・ロイ) [14]
- ランピオン - ブラジル北東部、ペルナンブーコの盗賊
- ユライ・ヤーノシーク - スロバキアの盗賊
- ロージャ・シャーンドル - ハンガリーの盗賊
- ジェシー・ジェイムズ - アメリカの銀行強盗
- ビリー・ザ・キッド - アメリカの西部開拓時代の強盗
- ジョン・デリンジャー - アメリカの銀行強盗
- ボニーとクライド - アメリカの犯罪者。1930年代前半に中西部で銀行強盗や殺人を繰り返した。
- サルヴァトーレ・ジュリアーノ - イタリアの山賊
- ネッド・ケリー - オーストラリアの盗賊
- プーラン・デーヴィー - インドの元盗賊
- 宋江 - 北宋の山賊。のち『水滸伝』で義賊として脚色された。
- 鄭芝龍 - 明朝の海賊
- 張保 - 清朝の海賊
- 燕子李三（中国語版） - 中華民国の盗賊
- 廖添丁 - 台湾の盗賊
- 洪吉童 - 李氏朝鮮の盗賊
- ロベルト・コフレシ - プエルトリコの海賊

この他、イギリスの例としてエリザベス朝時代から19世紀初頭にかけて幹線道路（highway）沿いにおいて馬に乗って旅行者や通行人を襲った「ハイウェイマン（英：Highwayman）」が義賊として扱われることもある。「ハイウェイマン#義賊としての扱い」参照。